# Biophysikalische Chemie
Die biophysikalische Chemie behandelt das Grenzgebiet zwischen Biochemie, physikalischer Chemie, Biophysik und Physik.
Die Themen, mit denen sich die biophysikalische Chemie beschäftigt, sind schwer einzugrenzen. Sie beschäftigt sich mit den Gesetzmäßigkeiten und Mechanismen in vitro oder in vivo, stellt einerseits biologische Prozesse „im Reagenzglas“ nach und untersucht sie andererseits direkt im Organismus.
Dabei liegt das Hauptaugenmerk häufig auf der chemischen Kinetik, also der Geschwindigkeit, mit der biologische Prozesse ablaufen, oder ihrer Thermodynamik, also einer energetischen Betrachtung.
Sie reicht jedoch häufig in Bereiche der klassischen Chemie, Biologie, Physik oder Medizin. Eine Abgrenzung ist oft schwer zu treffen.

### Biophysikalisch-chemische Fachzeitschriften
- Biophysical Chemistry (englisch)